# Kiriłł Kulikow
Kiriłł Kulikow (ros. Кирилл Куликов; ur. 1993 r. w Nowosybirsku) – rosyjski aerobik, mistrz świata, srebrny medalista World Games.
Przygodę ze sportem rozpoczął w 2001 roku w swoim rodzinnym mieście. W międzynarodowej imprezie zadebiutował w 2012 roku podczas Pucharu Świata w Portugalii. Na mistrzostwach świata w Inczon w 2016 roku zdobył brązowy medal w tańcu. Dwa lata później w Guimarães sięgnął po złoto w kroku. Taniec ukończył na piątej pozycji.
Na rozegranym we Wrocławiu World Games 2017 zdobył srebro w tańcu.
Studiował w kierunku magisterskim w Novosibirsk State Technical University oraz wychowanie fizyczne w Novosibirsk State Pedagogical University.